# Södrabo bokskog
Södrabo bokskog är ett naturreservat i Värnamo kommuner i Jönköpings län.
Området avsattes som naturreservat år 2010 och är 36 hektar stort. Det är beläget bredvid den östra delen av sjön Hindsen, cirka 8 km öster om Värnamo.
Området är kuperat och de östra delarna är bevuxna med gamla bokskogar. Där förekommer stående och liggande död ved. Den stabila och höga luftfuktigheten gynnar känslig moss- och lavflora. Den västra delen av reservatet har tidigare varit inägomarkmed åker, äng och hage. Kvar finns odlingsrösen och terrasserade åkerytor. Där växer nu lind, ask, alm, hassel, ek och gamla apelträd.
Bokskogen och övriga området utgör en värdefull miljö för ovanliga lavar och mossor. Området är rikt på signalarter och rödlistade arter